# You Are There (serie)

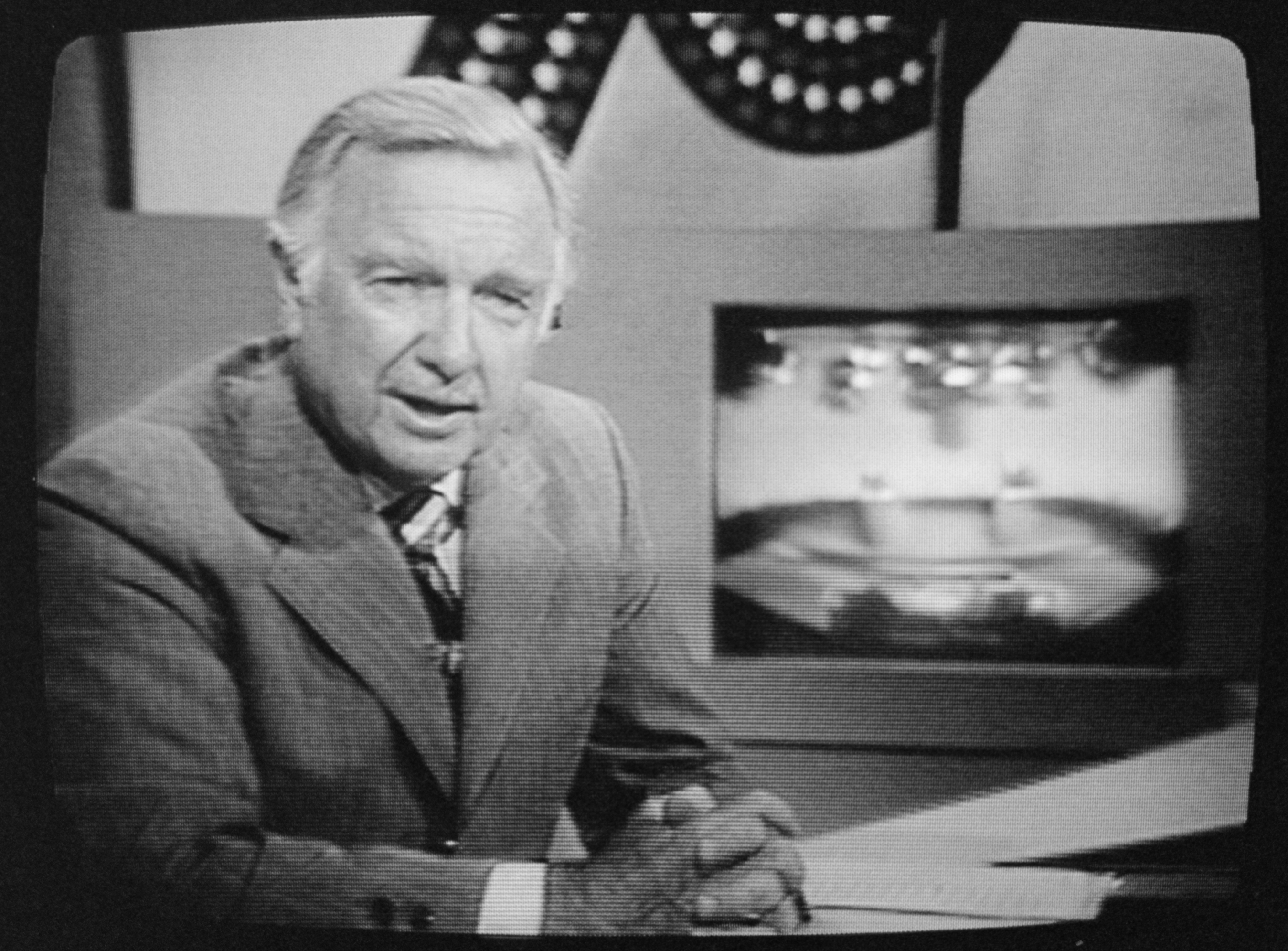
Walter Cronkite, conduttore di You Are There

You Are There era un programma televisivo e radiofonico educativo statunitense trasmesso dal 1947 al 1957 sulle reti CBS Radio e CBS Television.

## Radio
Creato da Goodman Ace per CBS Radio, unì la storia con la tecnologia moderna, facendo raccontare ogni settimana da una redazione giornalistica della rete un grande evento del passato in una sorta di distorsione temporale. Tra i giornalisti che vi lavorarono si possono citare John Charles Daly, Don Hollenbeck e Richard C. Hottelet. La serie fu trasmessa per la prima volta il 7 luglio 1947, con il titolo CBS Is There. La sua ultima messa in onda fu il 19 marzo 1950, con il titolo You Are There.
Furono trasmessi un totale di 90 episodi. Si sa che esistono solo 75 episodi in forma registrata.

## Televisione
Il programma radiofonico passò alla televisione nel 1953, con Walter Cronkite come conduttore. In studio partecipavano i conduttori radiofonici veterani Dick Joy e Harlow Wilcox. La prima trasmissione televisiva ebbe luogo il 1 febbraio 1953 e presentava una rievocazione del disastro del dirigibile Hindenburg. L'ultima trasmissione televisiva ebbe luogo il 13 ottobre 1957.
Originariamente trasmesso in diretta, la maggior parte degli episodi successivi sono stati prodotti su pellicola. Uno degli episodi, ad esempio, presenta l'attore Pat Conway nei panni di James J. Corbett, il pugile che combatté contro il campione John L. Sullivan nel 1892.
La serie presentava anche vari eventi chiave della storia americana e mondiale, rappresentati in ricostruzioni drammatizzate. Gli eventi trattati furono ad esempio la battaglia di Hastings, l'esecuzione di Giovanna d'Arco e la conquista spagnola dell'impero azteco da parte di Hernán Cortés. I giornalisti di CBS News, in abiti moderni, raccontavano l'azione e intervistavano i protagonisti di ciascuno degli episodi storici. Ogni episodio iniziava con i personaggi che impostavano la scena. Cronkite, dalla sua scrivania di New York, introduceva ciò che stava per accadere. Un annunciatore dava poi la data e l'evento, seguito da un forte You Are There! ("Ci sei!").
Il programma fu messo di nuovo in onda il sabato mattina come programma a colori videoregistrato dal 1971 al 1972. Il formato del revival era sostanzialmente lo stesso delle versioni originali. Questi programmi erano anch'essi condotti da Cronkite. Entrambe le serie sono state prodotte da CBS News.
Dal 2000 al 2005, Cronkite ha presentato una serie di saggi per la National Public Radio, riflettendo su vari eventi chiave della sua vita, incluso il suo coinvolgimento in You Are There negli anni '50.